# Filippo Finazzi
Filippo Finazzi (Gorlago, 7 luglio 1705 – Lombardei in Bargfeld-Rögen, 22 aprile 1776) è stato un compositore e cantante castrato italiano.
Fu un sopranista che in vita ebbe molto successo sia in Italia che in Germania.
La sua prima apparizione in un palcoscenico avvenne a Venezia nel 1726: in questo anno lo vediamo comparire tra i cantanti della prima messa in scena, tenuta il 9 novembre, del pasticcio vivaldiano Dorilla in Tempe. Successivamente, tra il 1728 e il 1730, cantò a Breslavia, dove contribuì con alcune sue arie alla produzione del pasticcio Merope. Nel 1732 tornò a Venezia, nel 1735 diventò membro dell'Accademia Filarmonica di Bologna e nel 1739 entrò al servizio del Duca di Modena, sotto il quale fu probabilmente occupato anche come maestro di cappella.
Nel 1743 entrò nella compagnia operistica dell'impresario Pietro Mingotti allora attiva a Linz, lasciando così definitivamente l'Italia. Nell'ottobre dello stesso anno, sempre con la compagnia di Mingotti, fu ad Amburgo dove rimase stabilmente fino al 1747. La chiusura dell'opera tedesca di Amburgo nel 1738 aveva spostato l'interesse del pubblico cittadino verso i lavori italiani: la compagnia di Mingotti offrì dunque diverse nuovi intermezzi e opere serie italiane, tra i quali La serva padrona di Pergolesi. Dopo il 1744, quando la compagnia fu in viaggio per Praga e Lipsia, Finazzi fu attivo più come compositore d'opera che come cantante, tant'è che nel 1746 fece la sua ultima comparsa sul palcoscenico in opera da lui stesso, Temistocle.
Sempre nel 1746 si convertì al luteranesimo e rimase per alcuni anni ad Amburgo, dove probabilmente si occupò dell'insegnamento del canto. Nel 1756 comprò una tenuta nella campagna di Jersbeck (oggi presso Bargteheide), un paese vicino ad Amburgo, dove intraprese una relazione con una certa Gerturd Steinnmetz, la vedova di una fabbro locale, occupandosi dell'educazione dei figli di lei. Nel 1762 si sposarono ad Amburgo. Negli ultimi anni trascorse una vita tranquilla e fu membro di diversi circoli culturali amburghesi, che comprendevano fra gli altri il poeta Friedrich von Hagedorn e il Barone di Ahlefeld, amico di Georg Philipp Telemann e consigliere del Re di Danimarca.
Gran parte dei lavori operistici di Finazzi sono andati perduti. Giungono a noi tuttavia alcune sue cantate, caratterizzate dalla tipica musica virtuosa della scuola musicale napoletana, le quali (come sosteneva Arnold Schmitz) presentano elementi vocali alquanto conservativi e accompagnamenti strumentali banali, ma ciononostante contengono numerosi dettagli di vitalità e freschezza.

## Opere
- Arie per il pasticcio Merope (1728, Breslavia)
- Il matrimonio sconcertato dalla forza del Bacco (intermezzo, libretto di Giovanni Battista Locatelli, 1744, Praga) per l'Adelaide di Gennaro D'Alessandro
- Temistocle (opera seria, libretto di Pietro Metastasio, 1746, Amburgo)
- Arie per Il tempo di Melpomene su le rive dell'Alstra (pasticcio, 1747, Amburgo)
- La pace campestre (intermezzo; di dubbia attribuzione)
- 6 cantate per 1 voce e quartetto d'archi (1754 ca.)
- 3 arie
- Duetto
- Sit salvus illis deus (mottetto, 1735, Bologna)
- 6 sinfonie (1754, Amburgo)
- 12 italienischen Oden für Liebhaber des Spielens und Singens (1774, Amburgo)
- Sonata per tastiera

## Letteratura
- Axel Lohr, Die Geschichte des Gutes Jersbek von 1588 bis zur Gegenwart, Diss. phil. Hamburg 2007, Neumünster 2007.